# Enrico Persico
Enrico Persico (9 de agosto de 1900 – 17 de junho de 1969) foi um físico italiano, notável pelo papel que teve na difusão da mecânica quântica na Itália na década de 1930 e na década de 1940.